# Ole Thestrup
Ole Svane Thestrup (født 12. marts 1948 - død 2. februar 2018) var en dansk skuespiller.
Han blev uddannet skuespiller fra Aarhus Teater i 1976 og fortsatte som en fast del af teatrets ensemble frem til 1980, hvor han bl.a medvirkede i forestillinger som Godspell, Chicago, West Side Story og Bob Dylan Teaterkoncert. Udover at spille på Aarhus Teater, medvirkede han efterfølgende også i adskillige revyer og teaterstykker hos andre teatre, herunder Det Kongelige Teater, hvor han medvirkede i bl.a. Hamlet, Don Ranudo, Erasmus Montanus og Jeppe på Bjerget.
Thestrup spillede også med i en lang række danske tv-serier og film, bl.a.
Vinterbørn (1978), Firmaskovturen (1978), Een stor familie (1982-1983), Gummi Tarzan (1981), Jul på Slottet (1986), Busters verden (1984) og Blinkende lygter (2000),
Thestrup modtog for sin rolle som Alfred i Blinkende Lygter en Bodil-nominering i kategorien "Bedste mandlige birolle" og han modtog i 2016 skuespilsprisen, Harlekin-prisen, ligesom han i 2017 modtog Lauritzen-prisen for sin lange karriere som teater- og filmskuespiller. 
Thestrup døde den 2. februar 2018 af lungekræft, og blev bisat den 10. februar 2018 fra Hørby Kirke.

## Biografi

### Opvækst
Thestrup blev født den 12. marts 1948 i Nibe, som søn af Christian Svane Thestrup og Ella Thestrup (født Jensen), og voksede op i Koed ved Kolind på Djursland. Som barn var han meget interesseret at ville spille musik, og han fik som 5-årig et brugt mundstykke fra en trompet af sin far, som han øvede sig på, indtil han som 7-årig fik en rigtig trompet. Han tog i de efterfølgende år, frem til han blev 14 år, til Grenaa flere gange ugentligt for at spille musik, og han endte med at blive medlem af Grenaas private symfoniorkester. Thestrups musikalske idoler var som barn Arne Lamberth og Louis Armstrong, men i løbet af teenageårene blev disse skiftet ud med Bob Dylan, Donovan og Joan Baez, og Thestrup valgte derfor også at udskifte trompeten med guitaren.
Udover musikken, opdagede Thestrup også tidligt at han godt kunne lide at få folk til at grine og at han var god til det. "Jeg fandt ret hurtigt ud af, at jeg var god til at fortælle vittigheder. Det var noget med at kunne holde spændingen", fortalte han i en artikel til Kristeligt Dagblad i 2012. Thestrup valgte derfor at kombinere musikken med komikken, og allerede som 15-16-årig turnerede han rundt på værtshuse og spillesteder med sin egen form for underholdning.
Thestrup flyttede senere til Aarhus, hvor han begyndte at studere dramaturgi ved Aarhus Universitet, og han blev samtidig en del af universitets studenterrevy. Det var her, revyens instruktør, Birgit Conradi, opfordrede Thestrup til at søge inde på skuespillerskolen ved Aarhus Teater, hvilket han gjorde som 25-årig i 1973, hvor han blev optaget. Thestrup har siden udtalt at dette var den eneste grund til at han faktisk blev skuespiller, da han, inden sin ansøgning, allerede havde besluttet sig for kun at gøre ét enkelt forsøg. "Jeg havde på forhånd bestemt, at der kun skulle være det ene forsøg, og jeg gav alt, hvad jeg overhovedet havde i mig, hvilket blandt andet resulterede i, at jeg besvimede under den fysiske prøve," fortalte Thestrup til Kristeligt Dagblad i 2012.

### Karriere
Efter at have færdiggjort sin uddannelse som skuespiller fra Aarhus Teater i 1976, fortsatte Thestrup som en fast del af teatrets ensemble frem til 1980, hvor han medvirkede i flere forestillinger, såsom Godspell, Chicago, West Side Story og Bob Dylan Teaterkoncert. I 1980 blev han ansat ved Det Kongelige Teater, hvor han efterfølgende medvirkede i bl.a. Hamlet, Don Ranudo, Erasmus Montanus og Jeppe på Bjerget. I midten af 1980'erne forlod Thestrup Det Kongelige Teater, og blev herefter freelance-skuespiller, og medvirkede herefter i forestillinger hos Gladsaxe Teater, Folketeatret, Betty Nansen Teatret, Det Ny Teater og Det Danske Teater. Blandt hans mest prominente teater-præstationer kan nævnes hans rolle som kaptajnen i Woyzeck på Betty Nansen Teatret i 2000 og rollen som Jeppe i Jeppe på Bjerget på Det Danske Teater i 2007.
Thestrup fik i 1978 sin første filmrolle, hvilket var som buschauffør i filmen Firmaskovturen og han havde efterfølgende mindre biroller i film som Danmark er lukket (1980), Gummi Tarzan (1981) og Kurt og Valde (1983). Thestrups første prominente filmrolle blev som gymnastiklæreren i børnefilmen Busters verden fra 1984, ligesom at Thestrup modtog stor ros for sin rolle som ejendomsinspektør Erik Jensen i tv-serien Een stor familie (1982-1983) og som nissefaren Magnum i DR-julekalenderen Jul på Slottet fra 1986. Netop Thestrups præstation i julekalenderen blev rost i avisen Politiken: "Thestrup var perfekt castet... ...med sin kombination af gammeldansk lune og det karakteristiske dæmonglimt i øjet".
Thestrup medvirkede efterfølgende i en lang række film i både små og store biroller, men opnåede aldrig at få en hovedrolle i en film. Thestrups mest prominente roller er bl.a. i Valgaften (1998), Blinkende lygter (2000), De grønne slagtere (2003), Adams æbler (2005) og Mænd og høns (2015) - alle film instrueret af Anders Thomas Jensen. Thestrups præstation som jægeren Alfred i filmen Blinkende Lygter indbragte ham karrierens eneste Bodil-nominering i kategorien "Bedste mandlige birolle" i 2001.
Thestrup medvirkede i sine sidste år i DR-serien Borgen (2010-2011) som politikeren Svend Åge Saltum og i TV2-serien Badehotellet som Julius Andersen (2013-2014).
Den 10. september 2017 blev Thestrup den ene modtager af den prestigefyldte Lauritzen-prisen (skuespiller Danica Curcic modtog også denne pris), som han modtog for sin lange karriere som teater- og filmskuespiller. Med prisen fik Thestrup mulighed for at donere 50.000 kr. til en valgfri organisation, og Thestrup valgte Behandlingscenter Stien i Vojens, som er et misbrugscenter for alkohol-, hash- og stofmisbrug.

Thestrup valgte i april 2017 at trække sig tilbage fra al arbejde, da han fik konstateret lungekræft. Thestrup var på daværende tidspunkt sat til at skulle spille Harald Blåtand i teaterforestillingen Røde Orm (2017), som det Kongelige Teater satte op udendørs ved Moesgaard Museum i Aarhus. Thestrups rolle blev herefter overtaget af Lars Lohmann og Thestrups sidste projekt som skuespiller blev dermed filmen Dræberne fra Nibe i 2017. 

### Alkoholisme
Thestrup var tørlagt alkoholiker siden 1997. Han begyndte at drikke som ung, men indtagelsen steg meget efter hans optagelse på skuespillerskolen i 1973. Ledelsen opdagede problemet, og stillede herefter Thestrup ultimatummet om at tage antabus eller droppe ud af studiet. Dette blev rutinen i Thestrups første år som skuespiller, hvor han stillede hos teaterledelsen og tog sin antabus i prøveperioden og den første del af spilleperioden. Men når et forløb nærmede sig sin afslutning, begyndte alle hans tanker igen at kredse om alkohol, og han genoptog drikkeriet. Thestrup havde ikke noget specifik årsag som grund for sin alkoholisme, udover udefinérbar angst og angst for at ikke præstere på scenen. "Skiftet fra at drikke meget til at være alkoholiker sker gradvist, men når først tømmermændene bliver skiftet ud med abstinenser, så er der ingen vej tilbage. Abstinenser er lig med angst, og det er en angst så frygtelig, at for at kunne fungere er man nødt til at få den fjernet, og det sker så med mere alkohol", udtalte han til Kristeligt Dagblad i 2012.
For offentligheden kulminerede Thestrups drikkeri i 1988, da han den 28. juli blev sat af et British Airways Boeing 747-fly på vej fra London til Los Angeles på grund af kraftig beruselse. Thestrup sad i flyets ikke-ryger-afdeling, men gik på toilettet for at ryge, hvilket satte brandalarmen i gang. Ifølge Ekstra Bladet gik Thestrup "amok og kastede sin drink i hovedet på piloten", da besætningen ville slukke hans cigaret. Kaptajnen på flyet turde ikke flyve videre og endte med at nødlande flyet i Canada. Ved anholdelsen havde Thestrup en promille på 2,33, og han blev idømt tre måneders fængsel i Headingley Correctional Institution i Winnipeg i Canada, hvoraf han afsonede 43 dage. Han modtog efterfølgende et erstatningskrav på 170.000 kroner, som dækkede ekstra brændstof-forbrug og landings- og startudgifter i forbindelse med nødlandingen.
Thestrup modtog igennem sit liv adskillige spiritusdomme, bl.a. i august 1991, da han kørte galt i sin bil mellem Østbirk og Vestbirk, på vej fra Aarhus til Brædstrup, hvor han medvirkede i revyforestillingen Øm til Søs på Hotel Pejsegården. Han blev efterfølgende ført til afhøring og spiritusprøve på Politigården i Horsens.
I oktober 1997 kørte Thestrup ind i en mur i sin bil på Nørrebro i København grundet kraftig beruselse. Thestrup havde siden udtalt, at han stadig ikke vidste, om det var et uheld eller et forsøg på selvmord. Ifølge Thestrup selv, indtog han på daværende tidspunkt 1 til 1½ flaske Gammel Dansk, mellem 15 og 30 øl, 30 kodymagnyler og 5 stesolider dagligt. Thestrup blev dagen efter uheldet kontaktet af Jørgen Falk Byrgesen, der på daværende tidspunkt var konsulent ved Danmarks Afholdsforening og som havde fulgt Thestrups færd igennem mange år, og han tilbød Thestrup behandling for sit alkoholmisbrug, hvilket Thestrup accepterede. "...og da han spørger mig, om jeg vil i behandling, svarer jeg ja uden betænkningstid. Jørgen er en af de utallige skytsengle, der har hjulpet mig, når det har set allerværst ud. Ham kan jeg takke for meget..." skriver Thestrup i sin selvbiografi, "Min lange rejse hjem" fra 2009.  Thestrup begyndte i afvænning i sommeren 1998 på behandlingsstedet Minnesota Center Damgaard ved Frederikshavn efter Minnesotamodellen.
Efter endt behandling, vendte Thestrup langsomt tilbage til skuespil-erhvervet, og hans første medvirken varr i teaterstykket Black Rider ved Betty Nansen Teatret i København, ligesom at filmen Blinkende Lygter (2000) blev hans første film som komplet ædru, da Thestrup hævdede, at han drak for sidste gang den 17. oktober 1997.

### Privatliv
Thestrup var gift med Susanne Thestrup fra 1970-1971, og sammen fik de datteren, Rikke Thestrup. Parret blev skilt i 1971, og Thestrup blev gift med Anne Grethe Thestrup i 1972, som han fik datteren, Sarah Thestrup med. Parret blev skilt i 1985.
Thestrup giftede sig med Hanne Marie Knudsen i 1991, og han endte med at adoptere hendes datter, Elise. Parret forblev gift frem til Thestrups død i 2018.
I 2014 måtte Thestrup trække sig fra rollen som Kaptajn de Treville i rockmusicalen De Tre Musketerer, som følge af hjertekramper. Efter videre undersøgelser blev Thestrup opereret og fik lavet en ballonudvidelse grundet forsnævringer i hans kranspulsåre. Hans rolle blev først overtaget af Ole Boisen, men siden hen overtaget og delt mellem Søs Egelind og Kirsten Lehfeldt.
I april 2017 fik Thestrup konstateret lungekræft, som følge af rygning. Han medvirkede efterfølgende i TV2's Knæk Cancer-kampagne i oktober 2017, hvor han i en video på Facebook, henvendt til især den unge befolkning, fortæller om konsekvenserne ved rygning.
Den 2. februar 2018 kl. 01:50 sov Thestrup stille ind i sit hjem på Tuse Næs nær Holbæk og den 10. februar 2018 blev han bisat fra Hørby Kirke.

## Filmografi
Film
| År   | Titel                               | Rolle                                     |
| ---- | ----------------------------------- | ----------------------------------------- |
| 1978 | Vinterbørn                          |                                           |
| 1978 | Firmaskovturen                      |                                           |
| 1980 | Firmaskovturen                      | Buschauffør                               |
| 1980 | Danmark er lukket                   | Asger                                     |
| 1981 | Gummi Tarzan                        | Elevatormand                              |
| 1982 | Pengene eller livet                 | Entreprenør                               |
| 1983 | Forræderne                          | Hauptsturmführer, næstkommanderende Bjørk |
| 1983 | Kurt og Valde                       | Badehotelejer Emil Pedersen               |
| 1983 | Med lille Klas i kufferten          | Portier                                   |
| 1984 | Busters verden                      | Gymnastiklærer                            |
| 1990 | Camping                             | Fængselsbetjent                           |
| 1994 | Kærlighed ved første desperate blik | Dommer                                    |
| 1997 | Skat - det er din tur               | Tillidsmand                               |
| 2000 | Blinkende lygter                    | Alfred                                    |
| 2000 | Fruen på Hamre                      | Slagter                                   |
| 2001 | Jolly Roger                         | Hippie                                    |
| 2001 | Olsen-banden Junior                 | Major Schrøder                            |
| 2001 | Grev Axel                           | Ridefoged                                 |
| 2002 | Slim Slam Slum                      | VVS mand                                  |
| 2003 | De grønne slagtere                  | Slagtermester Holger                      |
| 2003 | En som Hodder                       | Træner                                    |
| 2004 | Fakiren fra Bilbao                  | Hr. Mooney                                |
| 2005 | Solkongen                           | Leif                                      |
| 2005 | Adams Æbler                         | Dr. Kolberg                               |
| 2005 | Bubbles                             | Hans                                      |
| 2007 | Den sorte Madonna                   | Victor                                    |
| 2008 | Frode og alle de andre rødder       | Storm                                     |
| 2008 | Det perfekte kup                    | Fængselsvagt Hansen                       |
| 2009 | Winnie & Karina - The Movie         | Fængselsinspektør                         |
| 2009 | Oldboys                             | Bent                                      |
| 2010 | Min søsters børn vælter Nordjylland | Maskinmester                              |
| 2011 | Alle for én                         | arkivbetjent                              |
| 2015 | Mænd og høns                        | Flemming                                  |
| 2017 | Dræberne fra Nibe                   | Advokat                                   |

### TV-serier
| År      | Titel                           | Rolle                                              | Noter                       |
| ------- | ------------------------------- | -------------------------------------------------- | --------------------------- |
| 1981    | Matador                         | Modstandsmanden Egil, cykelhandler Nielsens fætter | Afsnit 21                   |
| 1981    | Krigsdøtre                      | 2. mand                                            | Afsnit 3                    |
| 1982-83 | Een stor familie                | Ejendomsinspektør Erik Jensen                      |                             |
| 1982    | Opfinderkontoret                |                                                    |                             |
| 1984    | Niels Klims underjordiske rejse | Første mardak                                      |                             |
| 1984    | Anthonsen                       | Mand i restaurant                                  | Afsnit 1                    |
| 1984    | Busters verden                  | Gymnastiklærer                                     |                             |
| 1985    | Klitgården                      | Den sjove                                          | Afsnit 1                    |
| 1986    | Jul på Slottet                  | Far Magnum                                         | Julekalender (24 afsnit)    |
| 1987    | Da Lotte blev usynlig           | Mikkelsen                                          |                             |
| 1988-89 | Station 13                      | Hr. Poulsen                                        | Afsnit 6                    |
| 1991-96 | Landsbyen                       | Murer Jørgen                                       | Afsnit 5, 6 & 13            |
| 1997-99 | Taxa                            | Kunden                                             | Afsnit 42                   |
| 2000    | Edderkoppen                     | Foto-Brandt                                        |                             |
| 2000-02 | Hotellet                        | Carlsen                                            | Afsnit 52                   |
| 2000-04 | Rejseholdet                     | Frank Nielsen, kaldet "McCloud"                    | Afsnit 19                   |
| 2001    | Trafikdengsen                   | Trafikdengsen                                      |                             |
| 2002-03 | Nikolaj og Julie                | Direktør                                           | Afsnit 2                    |
| 2003    | Jesus & Josefine                | Centurion                                          | Julekalender (Afsnit 8 & 9) |
| 2003-04 | Forsvar                         | Freddy Jensen                                      | Afsnit 24                   |
| 2004-07 | Krøniken                        | Aksel Frederiksen                                  | Afsnit 10 & 11              |
| 2010-13 | Borgen                          | Svend Åge Saltum, Frihedspartiet                   |                             |
| 2012-14 | Pendlerkids                     | Ole                                                |                             |
| 2013    | MGP                             |                                                    |                             |
| 2013-14 | Badehotellet                    | Julius Andersen                                    |                             |

### Stemme til film og tegnefilm
| År   | Titel                                  | Rolle                       |
| ---- | -------------------------------------- | --------------------------- |
| 2001 | Atlantis - det forsvundne rige         | Gaetan "Muldvarp" Molière   |
| 2002 | Asterix & Obelix - Mission Kleopatra   | Mallebroksis                |
| 2003 | Atlantis 2 - Milo vender tilbage       | Gaetan "Muldvarp" Molière   |
| 2004 | Cirkeline og verdens mindste superhelt | Mustafa                     |
| 2004 | Tigerbrødre                            | Normandin                   |
| 2004 | Harry Potter og fangen fra Azkaban     | Peter Ormehale Pettigrew    |
| 2005 | Harry Potter og flammernes pokal       | Peter Ormehale Pettigrew    |
| 2006 | Koslænget                              | Gris                        |
| 2007 | Cykelmyggen og dansemyggen             | Soldatermyren Knud          |
| 2011 | Orla Frøsnapper                        | Smeden og Slagter Jørgensen |
| 2011 | Ronal Barbaren                         | Oraklet                     |
| 2013 | Smølferne - smølfedalens hemmelighed   | Gævesmølf                   |
| 2013 | Smølferne 2                            | Gævesmølf                   |
| 2014 | Cykelmyggen og Minibillen              | Soldatermyren Knud          |

## Teater
| År   | Titel                    | Teater            | Rolle          |
| ---- | ------------------------ | ----------------- | -------------- |
| 1998 | The Black Rider          | Betty Nansen      |                |
| 2003 | Georg Büchners Woyzeck   | Betty Nansen      | Kaptajnen      |
| 2004 | Jesus Hopped The A-train | Svalegangen       |                |
| 2006 | The Producers            | Det ny Teater     | Franz Liebkind |
| 2007 | Jeppe på Bjerget         | Det Danske Teater |                |

## Revyer
| Titel                                  | År                      |
| -------------------------------------- | ----------------------- |
| Limfjordsrevyen                        | 1983                    |
| Pejsegården - Brædstrup                | 1989, 1990, 1991 & 1994 |
| Nykøbing F eller Revykøbing            | 2007                    |
| Tam Tam i Glassalen eller Tivolirevyen | 1982 & 2015             |